# B2W Digital
B2W Companhia Digital S.A. ist ein brasilianisches Unternehmen, das seinen Sitz in Rio de Janeiro hat. Es ist im Internethandel tätig und spezialisiert auf den Vertrieb von Konsumprodukten wie CDs, DVDs, Bücher, Spielzeug, Unterhaltungselektronik, Mobiltelefone, Kameras, Kosmetika, Weine etc. Außerdem bietet die Gruppe Online-Dienstleistungen wie Fotodruck, Ticketreservierung, Reiseorganisation, Kauf von Prepaid-Karten etc. an. Die Vermarktung der Produkte und Dienstleistungen geschieht durch Internet, Kataloge und Fernsehen (Teleshopping).
B2W Digital verfügt über die Tochtergesellschaften Americanas.com, Submarino, Shoptime, Submarino Finance und Sou Barato.
Ende 2019 kündigte das Unternehmen die Eröffnung von sieben weiteren Distributionszentren zusätzlich zu den bestehenden 15 an. Der Mehrheitsaktionär des Unternehmens ist der brasilianische Einzelhändler Lojas Americanas.
Es ist an der brasilianischen Börse BOVESPA notiert.

## Kapitalerhöhung
Im Januar 2014 wurde von Lojas Americanas bei B2W Digital eine Kapitalerhöhung in Höhe von 2,38 Mrd. Reais durchgeführt, die darauf abzielte, die Kapitalstruktur des Unternehmens zu verbessern und zur Tilgung eines Teils der Schulden verwendet werden sollte.

## Geschichte
B2W Companhia Digital wurde 2006 durch den Zusammenschluss der E-Commerce-Unternehmen Lojas Americanas, Submarino und Shoptime gegründet. Es ging in diesem Jahr mit einem Kapital von 6,5 Mrd. Reais an den Start, was B2W zum drittgrößten Unternehmen der Branche weltweit und zum größten in Lateinamerika macht.